# آيت عثمان أو لحسن (سيدي المخفي)
آيت عثمان أو لحسن هي إحدى مشيخات المملكة المغربية، تتبع جغرافيا لإقليم إفران وإداريًا لسيدي المخفي. يقدر عدد سكانها بـ 2143 نسمة حسب الإحصاء الرسمي للسكان والسكنى لسنة 2004.